# Броненосни крайцери тип „Уориър“
Уориър (на английски: Warrior) са серия броненосни крайцери на Кралския военноморски флот, построени в началото на XX век. В Кралския флот се отнасят към крайцерите от 1-ви ранг. Всичко от проекта са построени 4 единици: „Уориър“ (на английски: HMS Warrior) „Кохрейн“ (на английски: HMS Cochrane), „Ахилес“ (на английски: HMS Achilles) и „Натал“ (на английски: HMS Natal). Строени са, за да действат като авангард на главните линейни сили на флота. Всички те вземат активно участие в Първата световна война.
Проектът получава развитие в броненосните крайцери от типа „Минотавър“.

## Конструкция
Проектът е преработен, като десетте 152 mm оръдия са сменени с четири 190 mm в единични кули в средата на корпуса. Артилерията вече може да стреля при всяко време, за разлика от предишния тип. Заради допълнителната маса на горната палуба се намалява метацентричната височина и като резултат крайцерите от серията се оказват устойчиви оръдейни платформи и обикновено показват на учебните стрелби добри резултати. Във всичко останало нямат голяма разлика спрямо предишната двойка. Строени са с ниски комини, поради което мостиците често са обвивани от дим. Понякога шестте кораба са обединявани в един тип.

### Силова установка
Повтаря предишният тип. Крайцерите са снабдени с две 4-цилиндрови парни машини с тройно разширение, всяка привеждаща в действие свой вал, които имат обща мощност 23 500 индикаторни конски сили (17 150 кВт) и са разчетени за достигане на максималната скорост от 22¾ възела (43 км/ч). Машините се привеждат в действие от 19 водотръбни котли „Яроу“ и шест архаични цилиндрични котела.
Запас гориво: въглища 2050 тона, 600 тона нефт.
Ходови резултати при изпитанията на корабите:
- „Ахилес“ 23 977 к.с., ход 23,50 възела
- „Кохрейн“ 23 654 к.с., ход 23,29 възела
- „Натал“ 23 590 к.с., ход 23,30 възела
- „Уориър“ 23 705 к.с., ход 22,59 възела

### Брониране
Круповски тип корабна броня. Дебелината на бронята и начина на брониране е като на предния тип, освен кулите на 190 mm оръдия, които са с от 152 до 203 mm броня.

### Въоръжение
Главният калибър се състои от шест 9,2 дюймови (234 mm) оръдия Mark X, разположени в кули. Всички те разполагат с хидравличен, и ръчен механизъм за насочване. Установките имат ъгъл на възвишение до 15°, което осигурява за 170 кг снаряд максимална далечина на стрелбата от 14 200 m, боезапасът им е 600 снаряда.

## История на службата
В хода на войната, до Ютландското сражение влизат в ескадрите на крайцерите на Гранд Флийта, т.е. използват се за предназначението за което са създадени.
- „Уориър“ е заложен на 24 февруари 1904 г., спуснат на вода на 20 май 1905 г.,влиза в строй на 18 февруари 1906 г. Включен е в състава на 5-а крайцерска ескадра на флота на Метрополията. След реорганизация е преведен във 2-ра крайцерска ескадра на Атлантическия флот, където се води до 1914 г. Същата година е прехвърлен в Средиземно море, след което отива в 1-ва крайцерска ескадра на Гранд Флийт. Участва в Ютландското сражение, потъва от повредите нанесени му от огъня на противниковите кораби на 31 май 1916 година.
- „Кохрейн“ е заложен на 22 февруари 1904 г., спуснат на вода на 17 юни 1905 г., влиза в строй на 22 април 1907 година. Включен е в състава на 5-а крайцерска ескадра на флота на Метрополията. След реорганизация е преведен във 2-ра крайцерска ескадра на Атлантическия флот, където се води до септември 1917 г. Участва в Ютландското сражение. Ремонтиран 1918 г. Потъва при корабокрушение в устието на река Мърси на 14 ноември 1918 година.
- „Ахилес“ е заложен на 6 януари 1904 г., спуснат на вода на 30 септември 1905 г., влиза в строй на 5 март 1907. Включен е в състава на 2-ра крайцерска ескадра на Атлантическия флот, където се води до септември 1917 г. Участва в Ютландското сражение. Съвместно с въоръжения параход „Данди“ потопява рейдера „Леопард“ на 16 март 1916 г. северно от Шетландските острови. През Февруари-декември 1918 г. минава ремонт, изведен е в резерва в Чатъм, служи като учебен огнярски кораб. Предаден за скрап през 1920 година.
- „Натал“ е заложен на 5 ноември 1903 г., спуснат на вода на 25 ноември 1905 г., влиза в строй на 12 декември 1906 година. Служба аналогична на „Кохрейн“ до гибелтта му от вътрешен взрив в залива Кроматри на 30 декември 1915 година.

## Оценка на проекта
Към началото на Първата световна война са морално остарели, но били пригодни за конвойна служба и служба на второстепенни театри на бойни действия. Като бързоходно крило на линейния флот те са обречени. В тази им роля са сменени от линейните крайцери, а храбрата атака на броненосните крайцери на Арбетнот на 31 май 1916 година, е фатална и с цялата си очевидност доказва абсолютната им непригодност за бой в батална линия. Противоминната артилерия от 47 mm оръдия е напълно безполезна срещу тогавашните миноносци.
| Заложен                                        | 1905               | 1904              | 1905                | 1905              | 1903               | 1905              |
| Встъпил в строй                                | 1907               | 1906              | 1907                | 1908              | 1906               | 1909              |
| Размери, м (Д×Ш×Г)                             | 137,1×23×8         | 154×22,4×7,91     | 144,6×21,6×8,17     | 161,2×22,86×7,92  | 153,8×22,2×7,62    | 140,5×21,0×7,1    |
| Водоизместимост нормална                       | 13 750 т           | 13 770 т          | 11 616 т            | 15 170 т          | 14 500 ts          | 9832 т            |
| Пълна                                          | 15 400 т           | 14 830 т          | 12 985 т            | 18 500 т          | 15 715 ts          | 10 600 т          |
| Силова установка                               |                    |                   |                     |                   |                    |                   |
| Мощност номинална, к.с. (скорост, възела)      | 20 500 (20,5)      | 23 500 (22¾)      | 26 000 (22,5)       | 19 700 (21)       | 27 500 (22)        | 20 000 (23)       |
| Максимална, к.с. (скорост, възела)             | 20 736 (20,5)      | 23 705 (22,59)    | 28 783 (23,6)       | 20 580 (21,43)    |                    | 20 808 (23,47)    |
| Далечина на плаване, морски мили (при, възела) |                    | 7960 (10)         | 4800 (14) 5120 (12) |                   | 6500 (10)          | 2500 (12)         |
| Брониране                                      |                    |                   |                     |                   |                    |                   |
| Борд                                           | 178                | 152               | 150                 | 152               | 127                | 200               |
| Палуба                                         | 76                 | 38                | 60                  | 38 + 25           | 76                 | 130               |
| Кули                                           | 178                | 190               | 170                 | 203               | 229                | 180               |
| Въоръжение                                     | 4×305-мм 12×152-мм | 6×234-мм 4×190-мм | 8×210-мм 6×150-мм   | 4×254-мм 8×203-мм | 4×254-мм 16×152-мм | 4×254-мм 8×190-мм |

### Коментари към таблицата
1. ↑  на скосовете 102 мм
2. ↑  по други данни 50 мм

## Коментари
1. ↑  Всички характеристики са приведени според Ненахов Ю. Ю. Указ. Соч. С. 316.